# FC Palatia Böhl
Der FC Palatia Böhl 1908 e. V. ist ein deutscher Fußballverein mit Sitz im Ortsteil Böhl der rheinland-pfälzischen Gemeinde Böhl-Iggelheim im Rhein-Pfalz-Kreis.

## Geschichte

### Gründung bis Zweiter Weltkrieg
Der Verein wurde im Jahr 1908 gegründet. Damit folgte der Verein auf den bereits im Jahr 1905 oder 1906 gegründeten Fußballclub "Teutonia", welcher sich aufgrund von starken Gegenwind seitens der Gemeinde wieder auflösen musste. Bedingt durch den aufgelösten Sport- und Spiel-Club stieg die Mitgliederschaft dann auch schnell stark an. Neben Fußball betrieb der Verein auch von Anfang an Leichtathletik. Im Jahr 1912 trat man dann dem Süddeutschen Fußballverband bei und verlor in der ersten Saison nur knapp das Entscheidungsspiel um die Meisterschaft gegen Germersheim. Aufgrund des Ausbruchs des Ersten Weltkriegs blieb es dann erst einmal auch hierbei. Nach dem Krieg gelang dann im Jahr 1919 schließlich die Meisterschaft in der C-Klasse. In dem darauf folgenden Jahren ging es immer weiter nach oben und schließlich 1923 dann auch in die A-Klasse. In der Zeit des Nationalsozialismus wurde der stete Aufstieg jedoch erst einmal gestoppt, nach Ausbruch des Zweiten Weltkriegs kam der Spielbetrieb, bis auf den Jugendbereich, dann auch komplett zum Erliegen.

### Nachkriegszeit
Nach Ende des Krieges stand der Verein vor dem nichts. Trotzdem gelang es schnell wieder eine gute Mannschaft aufzubauen, im regionalen Pokal der Spielzeit 1947/48 sollte man erst am FK Pirmasens scheitern und am Ende der Saison 1950/51 gelang schließlich auch die Meisterschaft in der Bezirksklasse Vorderpfalz, nach den ebenfalls erfolgreichen Qualifikationsspielen gelang dann schließlich auch zur nächsten Saison der Aufstieg in die zu dieser Zeit drittklassige Landesliga Vorderpfalz. Mit 36:16 Punkten verpasste man hier dann auch nur knapp hinter der Mundenheimer SpVgg nicht Meister und musste mit dem Zweiten Platz vorlieb nehmen. Zur nächsten Saison wurde dann die 1. Amateurliga Südwest eingeführt, für dessen Qualifikation der Tabellenplatz des FC auch ausreichen sollte. Hier spielte man dann noch ein paar Spielzeiten im Mittelfeld mit, rutschte dann jedoch in der Saison 1954/55 nach unten ab und musste schließlich am Ende der Spielzeit 1955/56 mit lediglich 10:50 Punkten über den 16. und damit letzten Platz in die 2. Amateurliga absteigen. Hierauf folgte dann eine weitere Abwärtsentwicklung die den Verein bis in die B-Klasse bringen sollte.

### Heutige Zeit
In der Saison 2004/05 spielte die erste Mannschaft in der Bezirksklasse Vorderpfalz und belegte dort mit 38 Punkten den 10. Platz. Zur Saison 2008/09 ging es dann in die Kreisliga Speyer, aus welcher zur Saison 2010/11 die Kreisliga Rhein-Mittelhaardt wurde. Diese wurde dann zur Saison 2013/14 in die B-Klasse Rhein-Mittelhaardt umgewandelt. Mit 72 Punkten gelang dann schließlich nach der Saison 2016/17 die Meisterschaft und damit der Aufstieg in die A-Klasse. Aus dieser stieg man in der Folgesaison mit lediglich 13 Punkten jedoch sofort wieder als letzter ab. Somit spielt die Mannschaft bis heute in der B-Klasse.

## Persönlichkeiten
- Uwe Eckel (* 1966), Jugendspieler und später bei Wormatia Worms, Hannover 96 und dem HSV
- Danko Bošković (* 1982), Jugendspieler und später u. a. beim 1. FC Kaiserslautern, Rot-Weiss Essen und Wehen Wiesbaden